# Estación de Plaça de Maragall
Plaça de Maragall será una estación de las líneas 9 y 10 del metro de Barcelona. Estará ubicada en la plaza homónima, en el lado oeste del paseo de Maragall. Esta estación dará servicio a la zona comprendida entre el paseo de Maragall y la avenida Meridiana. En la zona hay también dos colegios y el Mercado del Guinardó. Los colegios más cercanos a esta zona son las escuelas Ramon Llull y Pompeu Fabra. La estación dispondrá de un solo acceso en la plaza de Maragall dotado con ascensores y escaleras mecánicas. Esta estación será de tipo pozo, tendrá 6 ascensores de gran capacidad y 2 para personas con movilidad reducida (PMR). La longitud del andén será de 108 metros. La inauguración de esta estación está prevista para 2027.
Esta estación se llamará Plaça de Maragall. Cuando se abra, la actual estación de Maragall (L4 y L5) posiblemente cambiará de nombre a Passeig de Maragall, para evitar confusiones, ya que las dos estaciones no tendrán la misma correspondencia.
| << cabecera | < estación                       | línea  | estación > | cabecera >> |
| ----------- | -------------------------------- | ------ | ---------- | ----------- |
| Metro       |                                  |        |            |             |
| Aeroport T1 | Guinardó \| Hospital de Sant Pau | (2027) | La Sagrera | Can Zam     |
| Pratenc     | Guinardó \| Hospital de Sant Pau | (2027) | La Sagrera | Gorg        |